# McDonnell Douglas MD 500 Defender
El McDonnell Douglas Helicopter Systems MD 500 Defender es un helicóptero militar multi-rol ligero basado en el helicóptero utilitario ligero MD Helicopters MD 500 y el helicóptero de observación ligero Hughes OH-6 Cayuse.

## Diseño y desarrollo
El helicóptero original OH-6 Cayuse demostró su valía durante la Guerra de Vietnam en el papel de helicóptero ligero. Los diseñadores de Hughes se dieron cuenta de que había un mercado para un helicóptero liviano de misiones múltiples con un equipamiento mejorado que el OH-6 y el Modelo 500M. El diseño resultante fue el Modelo 500MD Defender, que voló por primera vez en 1976. Se diseñó para funciones específicas, incluida la observación sin armas, y un helicóptero explorador armado equipado con misiles antitanque TOW. Se desarrolló una versión antisubmarina con un radar de búsqueda, un detector de anomalías magnéticas y la capacidad de transportar torpedos aéreos ligeros.
El helicóptero era popular entre clientes como Kenia, que podían comprar un helicóptero antitanque por menos de la mitad del costo de un cañonero como el AH-1 Cobra o el AH-64 Apache. Israel usó el Defender ampliamente durante los conflictos de finales de los años 1970 y 1980 contra las fuerzas blindadas sirias.
El Defender se construyó más tarde como una versión mejorada como el MD 530MG, con mayor potencia del motor, manejo, aviónica y un fuselaje delantero rediseñado. Desarrollos posteriores incluyen una mira montada en el mástil (MMS).
En diciembre de 2012, Boeing demostró su Little Bird no tripulado al Ejército de Corea del Sur. La aeronave sin piloto voló autónomamente en una demostración de 25 minutos con el propósito de mostrar tecnologías de capacidades no tripuladas, como ISR (Intelligence, surveillance and reconnaissance) mejorado y reabastecimiento, en el sistema que podría integrarse en los helicópteros MD 500 del Ejército. En octubre de 2015, la División Aeroespacial de Corea del Sur (KAL-ASD) presentó una maqueta de su MD 500 no tripulado, designado como el Korean Air Unmanned System-Vertical Helicopter (KUS-VH), con ventanas oscurecidas, un tanque de combustible grande donde los asientos traseros serían los que alargarían la resistencia a cuatro horas, y un armamento de dos misiles Helfire y contenedores de cohetes de 70 mm; a diferencia del ULB de Boeing, opcionalmente tripulado y desarmado, el KUS-VH está completamente no tripulado y armado, además de tener un sensor EO/IR. El KUS-VH está previsto para realizar misiones que incluyen ISR, ataque, entrega aérea, guardacostas, soporte de aterrizaje anfibio y refuerzo de emergencia para respaldar unidades de helicópteros tripulados. Una unidad KUS-VH consistiría en dos a cuatro paquetes de aeronaves y sensores, un sistema de control de tierra y un sistema de apoyo en tierra, y podría funcionar solo o en conjunto con helicópteros de ataque tripulados. Se esperaba una solicitud de propuestas para un helicóptero explorador no tripulado en 2016-2017, por el cual la compañía dice que hacer hasta 175 MD 500 sin tripulación sería una forma barata de reutilizarlos después de retirarse del servicio en los próximos 10 años para realizar de forma segura peligrosas misiones de ataque.
MD Helicopters había presentado una versión llamada MD 540F en el programa Armed Aerial Scout del Ejército de EE. UU. Esto provocó que Boeing intentara impedir que MD Helicopters participara, citando los acuerdos que las compañías alcanzaron en 2005 para ofrecer el Mission Enhanced Little Bird en el programa Armed Reconnaissance Helicopter. Como parte de la empresa, MD Helicopters vendió propiedad intelectual relacionada con el diseño del avión. Las dos compañías perdieron la oferta y el programa finalmente fue cancelado. Cuando MD Helicopters reveló planes para ofrecer el MD 540F en el programa AAS en abril de 2012, Boeing afirmó que no podían vender ningún avión "configurado de manera similar" a ninguna organización militar extranjera u estadounidense. Boeing ofreció su AH-6 en la competencia. MD Helicopters dijo que Boeing no se oponía a las ventas previas a las fuerzas armadas y los gobiernos en Japón, Jordania e Italia, así como a las operaciones especiales de EE. UU. y las fuerzas policiales locales de Estados Unidos. Las restricciones a la venta de aeronaves similares a las de Little Bird, a nivel nacional o para usuarios extranjeros, habrían puesto a la compañía fuera del negocio. En julio de 2013, un tribunal federal dictaminó que MD Helicopters no podía ser bloqueado para ofrecer sus aviones. El Ejército puso fin al programa AAS a fines de 2013.

## Variantes
500D Scout Defender
Versión de reconocimiento armado.
500M Defender
Versión de exportación militar del 500 y el 500C, construida bajo licencia por Kawasaki en Japón (como OH-6J) y Breda Nardi en Italia.
500M/ASW Defender
Versión de exportación para la Armada Española.
NH-500E construido bajo licencia por Breda Nardi (Agusta) desde 1990
NH-500M Defender
Versión de construcción italiana del 500M Defender. Licenciado por Breda Nardi antes de fusionarse con Agusta.
500MD Defender
Versión militar de 500D. División aeroespacial de Korean Air desde 1976 hasta 1984 con 200 helicópteros fabricados. 50 estaban armados con misiles antitanque TOW y 150 helicópteros utilizados para el transporte y tareas de apoyo.
500MD/ASW Defender
Versión marítima del 500MD.
500MD/TOW Defender
Versión antitanque del Defender 500MD, armado con misiles antitanque TOW.
500MD/MMS-TOW Defender
Versión antitanque, equipado con una mira montada en el mástil y armado con misiles antitanque TOW.
500MD Quiet Advanced Scout Defender
Equipado con equipo de supresión de ruido.
500MD Defender II
Versión mejorada.
500MG Defender
Versión militar del 500E.
520MG Defender
Versión militar filipina. Versión de Fuerzas Especiales. 500MG modificado que llevan ametralladoras de calibre .50 y contenedores de cohetes de 7 tubos y funciona como una aeronave de ataque ligero.
520MK Black Tiger
Versión militar construida en Corea del Sur, construida por Korean Air Aerospace Division.
530MG Defender
Versión militar del 530F.
MD530 Nightfox
Versión de ataque nocturno.
MD530MG Defender paramilitar
Versión para la policía o la patrulla fronteriza.
MD540F
MD530F actualizado, que incorpora un sistema de pala de rotor completamente articulado de 6 palas de material compuesto, un patín de aterrizaje más resistente para pesos de despegue y aterrizaje más pesados, una cabina de vidrio digital totalmente integrada con pantallas multifuncionales en color y una pantalla Helmet piloto y Tracking System (HDTS), que combina un objetivo FLIR y un designador láser.
MD530G
Diseñado en base al fuselaje MD 530F y diseñado con tecnología avanzada para ofrecer capacidades de combate mejoradas.

## Operadores
Para operadores de civil véase MD Helicopters MD 500

### Operadores militares
- Fuerza Aérea Afgana - 27 MD530[3]
- Ejército de Chile - 9 Unidades MD530 y MD530 Nightfox.[4]
- Fuerza Aérea Colombiana 6[5]
- Fuerza Aérea Salvadoreña - 8 MD500.[6]
- Ejército finlandés - 2 MD500
- Aeronautica Militare - 44 MD500[7]
- Ejército de Kenia - 40 MD500, 12 MD530F encima orden[8][9][10][11]
- República de Fuerza de Aire de la Corea - 25 MD500[12]
- Ejército de la República de Corea - 252
- Fuerza Aérea Libanés - 6 MD530G encima orden[13][14]
- Ejército de Malasia (6 MD-530G encima orden)[15]
- Fuerza Aérea Mexicana - 15 MD530[16]
- Fuerzas Públicas de Panamá - 1 MD500[17]
- Fuerza Aérea de Filipinas - 25 MD520
- Armada de la República de China - 8 MD500 Seahawk ASW (12 compra en 1977)[18][19]
- Ejército de los Estados Unidos (Ve Un/MH-6)

### Operadores anteriores
- Prefectura Naval Argentina[20]
- Fuerza Aérea y Defensa Aérea Croata[21]
- Fuerza Aérea Iraquí - 103[22]
- Fuerza Aérea Israelí[23][24]

## Especificaciones

### Características generales
- Tripulación: 1 o 2
- Capacidad: 4 o 5 pasaeros
- Longitud: 7 m (23 ft)
- Diámetro rotor principal: 8 m (26,3 ft)
- Altura: 2,6 m (8,5 ft)
- Área circular: 50,6 m² (544,7 ft²)
- Peso vacío: 599 kg (1320,2 lb)
- Peso útil: 762 kg (1679,4 lb)
- Peso máximo al despegue: 1361 kg (2999,6 lb)
- Planta motriz: 1× turboeje Allison 250-C20B.
  - Potencia: 313 kW (432 HP; 426 CV)

### Rendimiento
- Velocidad máxima operativa (Vno): 257 km/h (160 MPH; 139 kt)
- Alcance:  589 km
- Techo de vuelo: 4390 m (14 403 ft)
- Régimen de ascenso: 8,6 m/s (1693 ft/min)

### Armamento
- Ametralladoras: 2× FN MP3
- Cohetes: 2× contenedores de cohetes de siete bocas
- Misiles: 4× misiles antitanque BGM-71 TOW o 2× misiles aire-aire AIM-92 Stinger
- Otros: Torpedos Mk 44 o Mk 46